# Ngerukewid
Les Ngerukewid ou Seventy Islands sont un petit archipel inhabité des Palaos, en Océanie. Baigné par la mer des Philippines, il est inclus dans un plus vaste ensemble d'îles, les îles Chelbacheb, et forme une aire protégée sous le nom de Ngerukewid Islands Wildlife Preserve,.

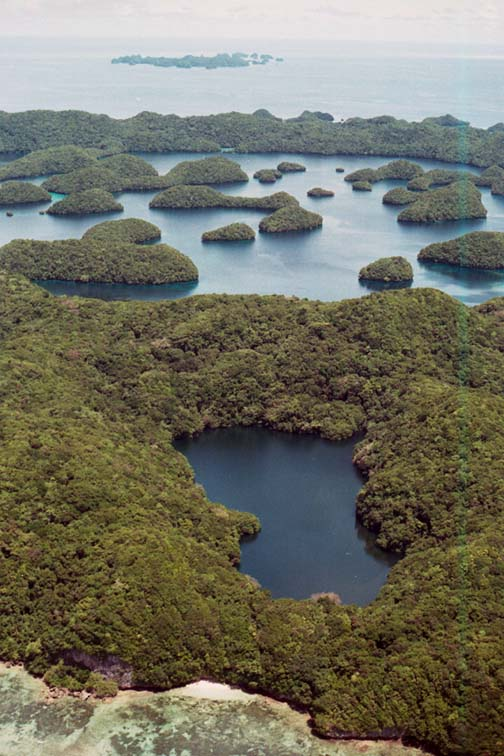
Vue aérienne du lac aux Méduses sur Mecherchar au premier plan avec les Ngerukewid dans le lointain.